# Nord Nord Ost
Nord Nord Ost ist das achte Studioalbum der Gruppe Subway to Sally. Es erschien am 22. August 2005 beim Label Nuclear Blast. Das Album erreichte in der ersten Verkaufswoche bereits Platz 5 der deutschen Albenhitparade. Die erste Single-Auskopplung „Sieben“ erschien bereits am 18. Juli 2005.  

## Entstehungsgeschichte
Nachdem der Plattenvertrag bei Vivendi Universal ausgelaufen war, bekam die Band ein Angebot von Nuclear Blast. Da der bisherige Schlagzeuger David Pätsch 2004 aus der Band ausstieg, wurde das Album mit Martin Kessler (vormals H-Blockx) eingespielt. Allerdings war Kessler nicht zu einer festen Bindung zur Band bereit, so dass die Tour zum Album mit dem neuen Schlagzeuger Simon Michael Schmitt bestritten wurde. Erstmals wurde mit dem Filmorchester Babelsberg auch ein sinfonisches Orchester in die Arrangements einbezogen.
Nachdem die Band im Vorgängeralbum „Engelskrieger“ mit vielen Metal-Elementen gearbeitet hatte, bezieht Nord Nord Ost wieder stärker Elemente der Barockmusik (wie beim Chorstück „Sarabande De Noir“ oder dem Instrumentalstück „Lacrimae '74“) ein, ohne bei anderen Stücken auf aggressive Gitarrenpassagen zu verzichten. Das Album enthält auch düster-melancholische Balladen wie „Feuerkind“, „Eisblumen“ und das „Seemannslied“. Mit „Schneekönigin“ enthält das Album einen Bezug zu dem Kunstmärchen Die Schneekönigin.
2020 erschien anlässlich des 15. Jubiläums des Albums eine Neuauflage, welche als Bonustitel die B-Seiten der Single „Sieben“, sowie eine Studioaufnahme der erstmals im Dezember 2016 im Rahmen der „Eisheiligen Nächte“ in Dresden Live aufgeführten TV-Version von „Seemannslied“ enthält.

## Titelliste
1. Sarabande De Noir – 0:55
2. Schneekönigin – 5:46
3. Feuerland – 4:07
4. Sieben – 3:22
5. Lacrimae '74 – 1:45
6. Feuerkind – 6:06
7. Das Rätsel II – 4:21
8. S.O.S. – 5:56
9. Eisblumen – 4:32
10. Seemannslied – 5:17

### Bonustitel der15th Anniversary Edition
1. Kaltes Herz – 4:04
2. Jericho – 2:28
3. Seemannslied (TV Version) (feat. Santiano) – 4:00

## Singleauskopplung
Am 28. Juli 2005 wurde die Singleauskopplung Sieben veröffentlicht. Diese enthält neben dem Titelsong die Lieder Kaltes Herz und Jericho sowie eine nur hier veröffentlichte Instrumentalversion von Sieben.